# باشگاه فوتبال تاج تهران در فصل ۱۳۲۹
باشگاه فوتبال تاج تهران در فصل ۱۳۲۹ پنجمین سال حضور این باشگاه، که امروزه با نام استقلال شناخته می‌شود، در فوتبال ایران است. در این فصل مسابقات قهرمانی باشگاه‌های تهران برگزار نشد و باشگاه تنها در جام حذفی تهران شرکت کرد ولی موفق به کسب عنوان خاصی در این مسابقات نشد.

## پیش‌زمینه
تاج فصل را در حالی آغاز کرد که در فصل قبل موفق به کسب عنوان قهرمانی تهران شده بود. همچنین در فصل قبل مدیریت و نام باشگاه دستخوش تغییرات فراوانی شده بود. فهرست بازیکنان باشگاه نیز با پیوستن تعدادی از بازیکنان تیم منحل شده سرباز دستخوش تغییرات شده بود.

## باشگاه

### گروه فنی
منبع
| نام           | سمت    |
| ------------- | ------ |
| علی دانایی‌فرد | سرمربی |

### گروه مدیریت
منبع
| نام            | سمت            |
| -------------- | -------------- |
| پرویز خسروانی  | مدیر عامل      |
| علی دانایی‌فرد  | عضو هیئت مدیره |
| گرائیلی        | عضو هیئت مدیره |
| سیدآقا جلالی   | عضو هیئت مدیره |
| پرویز عمواوغلی | عضو هیئت مدیره |

## پیش‌فصل و دوستانه

### سفر به افغانستان
باشگاه تاج در ۲۰ مرداد ۱۳۲۹ به دعوت سفیر افغانستان در تهران برای شرکت کردن در جشن استقلال افغانستان به کابل سفر کرد. این نخستین سفر خارجی یک تیم باشگاهی ایران بود. تاج در این بازی‌ها دو دیدار با تیم‌های ملی افغانستان و دانشگاه کابل برگزار کردند و به ترتیب ۲-۳ پیروز شدند و ۱-۲ شکست خوردند. رفت و برگشت این سفر به شکل زمینی انجام شد و ۲۵ روز به طول کشید.
| ۳ شهریور ۱۳۲۹ | تیم ملی افغانستان | ۲ – ۳ | تاج تهران      | کابل |
|               |                   |       | جدیکار · افشار |      |

| ۸ شهریور ۱۳۲۹ (احتمالی) | دانشگاه کابل | ۲ – ۱ | تاج تهران | کابل |

### بازی دوستانه
منبع
| شهریور ۱۳۲۹ دوستانه ۱ | دسته آزاد آبادان | ۳ – ۶ | تاج تهران | آبادان |

| ۷ آبان ۱۳۲۹ دوستانه ۲ | تاج تهران                  | ۶ – ۱ | تیم ملی پاکستان | تهران           |
|                       | جدیکار · افشار · کوزه‌کنانی |       |                 | ورزشگاه: امجدیه |

## مرور فصل

تصویری از تیم تاج در سال ۱۳۲۹

### قهرمانی باشگاه‌های تهران
مسابقات باشگاه‌های تهران در سال ۱۳۲۹ برگزار نشد.

### جام حذفی تهران
تاج در مسابقات جام حذفی تهران شرکت کرد و با وجود پیروزی پر گل در بازی نخست در بازی دوم در مقابل شاهین شکست خورد و حذف شد. بدین ترتیب فصل بدون نتیجه خاصی برای تاج به پایان رسید.

## رقابت‌ها
راهنما:       برد
      مساوی
      باخت

### جام حذفی تهران
منبع
| ۱۵ دی ۱۳۲۹ مرحله نخست | تاج | ۱۱ – ۰ | بهرام | تهران           |
|                       |     |        |       | ورزشگاه: امجدیه |

| ۶ بهمن ۱۳۲۹ مرحله دوم | تاج | ۲ – ۵ | شاهین | تهران           |
|                       |     |       |       | ورزشگاه: امجدیه |

## آمار
| رقابت               | اولین بازی | آخرین بازی  | شروع دور   | جایگاه نهایی | آمار | آمار | آمار | آمار | آمار | آمار | آمار | آمار  |
| رقابت               | اولین بازی | آخرین بازی  | شروع دور   | جایگاه نهایی | بازی | ب    | ت    | ش    | گ‌ز   | گ‌خ   | ت‌گ   | % برد |
| ------------------- | ---------- | ----------- | ---------- | ------------ | ---- | ---- | ---- | ---- | ---- | ---- | ---- | ----- |
| جام حذفی تهران ۱۳۲۹ | ۱۵ دی ۱۳۲۹ | ۶ بهمن ۱۳۲۹ | مرحله نخست | مرحله دوم    | ۲    | ۱    | ۰    | ۱    | ۱۳   | ۵    | ۸+   | ۰۵۰   |
| مجموع               | مجموع      | مجموع       | مجموع      | مجموع        | ۲    | ۱    | ۰    | ۱    | ۱۳   | ۵    | ۸+   | ۰۵۰   |

منبع: رقابت‌ها

## سایر ورزشها
- در دی ماه سال ۱۳۲۹ هیئت مدیره کمپانی دوچرخه سواران هرکول به مناسبت پیروزی‌های باشگاه تاج یک مدل دوچرخه به نام «تاج» با آرم باشگاه تاج تهیه و در جهان به فروش برسانند. این مدل دوچرخه از اول اردیبهشت ۱۳۳۰ در تمام جهان پخش شد.
- در خرداد ماه سال ۱۳۲۹ آشوت آودیان دانشجوی معماری دانشکده فنی، ۲۷ ساله، از دوچرخه سواران باشگاه تاج با دوچرخه خود پس از عبور از بغداد - بیروت - حلب - دمشق - آنکارا - استانبول - يونان - یوگسلاوی وارد خاک ایتالیا گردید و پس از طی نمودن چندین شهر ایتالیا به کشور سوئیس و شهرهای لوزان و ژنو را با دوچرخه پیمود. آشوت روز پنجشنبه یازدهم آبان ماه ۱۳۲۹ پس از طی ۷۰۰۰ کیلومتر وارد شهر پاریس گردید. سپس در تاریخ دوشنبه ۲۳ آبان ماه وارد لندن گردید. آودیان در روز جمعه اول دی‌ماه وارد تهران شد و در فرودگاه مهرآباد مورد استقبال ورزش دوستان قرار گرفت
- در مسابقات قهرمانی دو و میدانی باشگاههای تهران که در خرداد ماه ۱۳۲۹ برگزار گردید تیم دو و میدانی تاج با ۱۴۲ امتیاز به مقام قهرمانی رسید و تیم‌های بانک ملی - شاهین - نیروی جوان به مقام های بعدی دست یافتند
- در مسابقات دو صحرانوردی قهرمانی باشگاههای تهران تیم تاج به مقام قهرمانی دست یافت.
- در مسابقات دو صحرانوردی باشگاههای تهران باشگاه نیرو و راستی با ۳۱ امتیاز به مقام اول و تیم تاج و بانک ملی به ترتیب به دوم و سوم شدند. در این دوره از مسابقات علی باغبانباشی از تیم تاج به مقام نخست دست یافت.
- در مسابقات قهرمانی وزنه‌برداری دسته‌جات آزاد باشگاههای تهران تیم نیرو راستی با ۲۱ امتیاز اول شد و تیم تاج با ۱۹ امتیاز به مقام دوم رسید.
- در مسابقات وزنه‌برداری مبتدیان باشگاههای تهران تیم باشگاه تاج به مقام نخست دست یافت.
- در مسابقات وزنه‌برداری قهرمانی باشگاههای تهران تیم باشگاه تاج با ۱۹ امتیاز پس از تیم نیروی راستی دست یافت.
- در مسابقات راگبی قهرمانی باشگاههای کشور تیم تاج پس از تیم جوانان به مقام دوم این دوره از مسابقات دست یافت.
- در مسابقات بسکتبال قهرمانی باشگاههای تهران تیم تاج در دیدار نهایی توانست تیم جوان را شکست داده و به مقام قهرمانی برسد.
- در مسابقات بوکس قهرمانی باشگاههای تهران تیم باشگاه تاج با ۱۶ امتیاز به مقام قهرمانی رسید و برنده مجسمه پیروزی شد و تیم‌های نیروی راستی و آرارات به ترتیب به مقام دوم و سوم رسیدند.
- در مسابقه پینگ پونگ بین باشگاه تاج و تیم کابل که بعد از بازی فوتبال آغاز گردید تیم تاج در این مسابقه ۴۶ بر ۲۹ حریف خود را شکست داد.
- در اسفند ماه ۱۳۲۹ باشگاه تاج به مناسبت اینکه ۲۲ نفر از ۴۸ نفر افراد اعزامی تیم ایران به مسابقات بازی‌های آسیایی از باشگاه تاج بودند جشن برپا کرد.

منبع